# H. B. Warner
Pour les articles homonymes, voir Warner.
H. B. Warner, né Henry Byron Warner est un acteur britannique né le 26 octobre 1875 à St John's Wood (Royaume-Uni) et mort le 21 décembre 1958 à Woodland Hills (États-Unis).

## Biographie

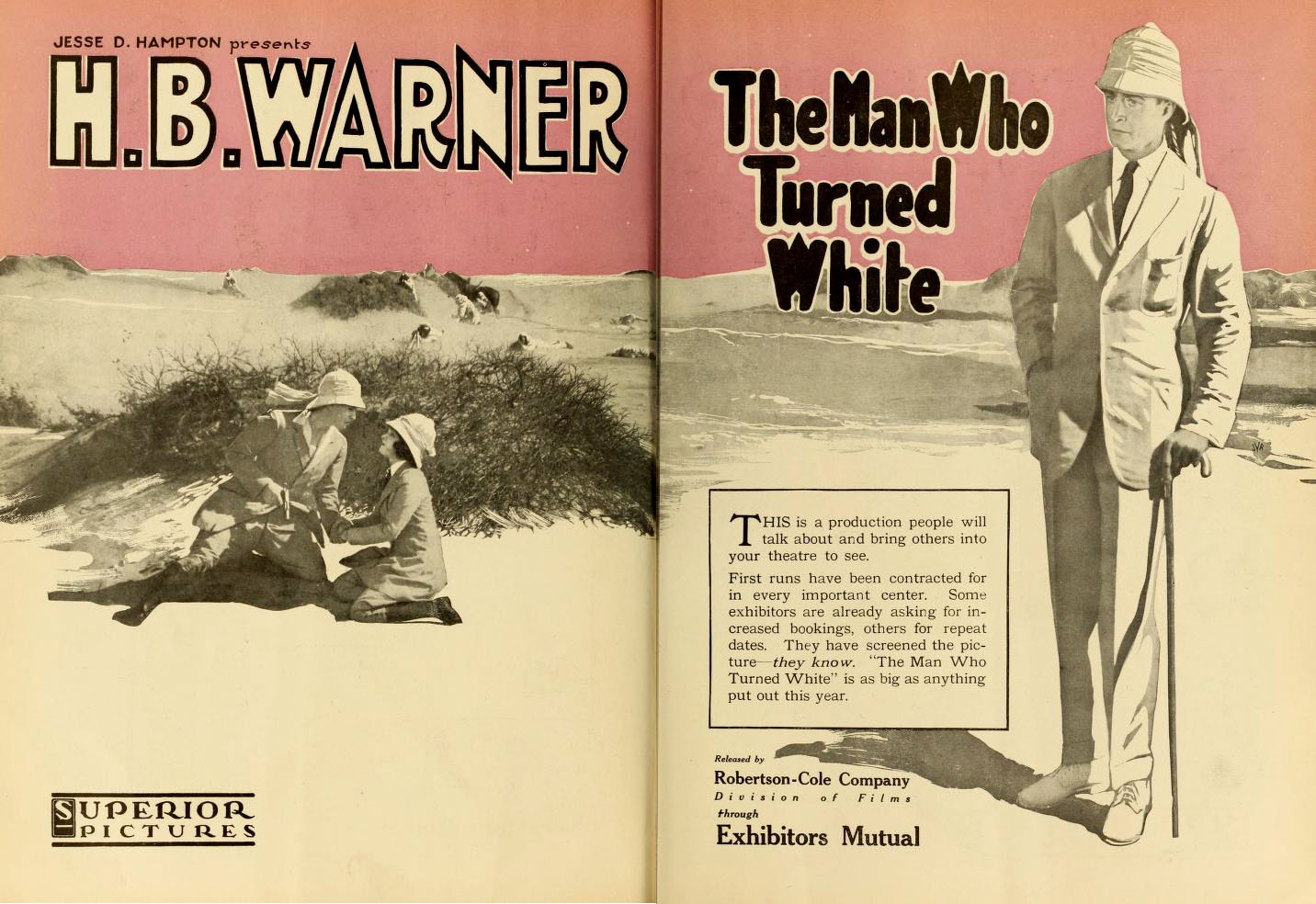
The Man Who Turned White (1919).

## Filmographie

### Années 1910
- 1914 : The Harp of Tara
- 1914 : The Lost Paradise : Reuben Warren
- 1914 : The Ghost Breaker de Oscar Apfel et Cecil B. DeMille : Warren Jarvis
- 1916 : The Raiders : Scott Wells
- 1916 : A Wife's Sacrifice
- 1916 : The Beggar of Cawnpore : Dr Robert Lowndes
- 1916 : The Market of Vain Desire : John Armstrong
- 1916 : Shell 43 : William Berner
- 1916 : The Vagabond Prince : Prince Tonio
- 1917 : The Seven Deadly Sins
- 1917 : Wrath de Theodore Marston : Feodor / Le grand-duc
- 1917 : The Seventh Sin : Feodor / Le grand-duc
- 1917 : God's Man : Arnold L'Homme-dieu
- 1917 : Danger Trail : John Howland
- 1919 : A Fugitive From Matrimony, de Henry King : Stephen Van Courtlandt
- 1919 : The Man Who Turned White : capitaine Rand, dit Ali Zaman
- 1919 : The Pagan God : Bruce Winthrop
- 1919 : For a Woman's Honor : capitaine Clyde Mannering
- 1919 : The Gray Wolf's Ghost : Docteur West / Harry West

### Années 1920
- 1920 : Uncharted Channels, de Henry King : Timothy Webb Jr
- 1920 : Haunting Shadows, de Henry King : John Glenarm
- 1920 : The White Dove, de Henry King : Sylvester Lanyon
- 1920 : One Hour Before Dawn : George Clayton
- 1920 : Felix O'Day : Felix O'Day
- 1920 : Jouets du destin (Dice of Destiny), de Henry King : Jimmy Doyle
- 1921 : When We Were Twenty-one : Richard Carewe
- 1923 : Zaza d'Allan Dwan : Bernard Dufresne
- 1924 : Is Love Everything? de Christy Cabanne : Jordan Southwick
- 1926 : Whispering Smith : Smith
- 1926 : Silence : Jim Warren
- 1927 : Le Roi des rois (The King of Kings) de Cecil B. DeMille : Jésus-Christ
- 1927 : Sorrell and Son de Herbert Brenon : Capitaine Stephen Sorrell
- 1927 : French Dressing : Phillip Grey
- 1928 : Man-Made Woman : Jules Moret
- 1928 : Romance of a Rogue : Bruce Lowry
- 1928 : The Naughty Duchess (it) de Tom Terriss : duc de St. Maclou
- 1928 : Conquest : James Farnham
- 1929 : The Doctor's Secret : Richard Garson
- 1929 : Stark Mad de Lloyd Bacon : professeur Dangerfield
- 1929 : La Divine Lady (The Divine Lady) de Frank Lloyd : Sir William Hamilton
- 1929 : Le Procès de Mary Dugan (The Trial of Mary Dugan) de Bayard Veiller : le procureur Galway
- 1929 : The Gamblers de Michael Curtiz : James Darwin
- 1929 : The Argyle Case : Hurley
- 1929 : The Show of Shows de John G. Adolfi
- 1929 : La Tigresse (Tiger Rose) de George Fitzmaurice : Dr Cusick
- 1929 : Wedding Rings : 'Lewis Dike

### Années 1930
- 1930 : La Déesse rouge (The Green Goddess) de Alfred E. Green : major Crespin
- 1930 : The Furies : Oliver Bedlow
- 1930 : The Second Floor Mystery : inspecteur Bray
- 1930 : Wild Company de Leo McCarey : Henry Grayson
- 1930 : On Your Back : Raymond Pryor
- 1930 : Liliom de Frank Borzage : Premier Magistrat
- 1930 : Princess and the Plumber : Prince Conrad de Daritzia
- 1930 : La Déesse rouge (The Green Goddess) de Alfred E. Green : Major Crespin
- 1931 : A Woman of Experience (en) : Major Hugh Schmidt
- 1931 : The Reckless Hour : Walter Nichols
- 1931 : Five Star Final de Mervyn LeRoy : Michael Townsend
- 1931 : Expensive Women : Melville Raymond
- 1932 : Charlie Chan's Chance de John G. Blystone : inspecteur Fife
- 1932 : The Menace : Inspecteur Tracy
- 1932 : A Woman Commands : Colonel Stradimirovitsch
- 1932 : Cross-Examination de Richard Thorpe : Gerald Waring, l'avocat de la défense
- 1932 : Unholy Love : Dr Gregory
- 1932 : Tom Brown of Culver de William Wyler : Dr Brown
- 1932 : The Crusader : Phillip Brandon
- 1932 : Le Fantôme de Crestwood (The Phantom of Crestwood) de J. Walter Ruben : Priam Andes (Harbor National Bank)
- 1932 : Dans la nuit des pagodes (The Son-Daughter) de Clarence Brown : Sin Kai
- 1933 : Justice Takes a Holiday : John Logan
- 1933 : Supernatural : Dr Carl Houston
- 1933 : Jennie Gerhardt de Marion Gering : William Gerhardt
- 1933 : Christopher Bean : Maxwell Davenport
- 1933 : Sorrell and Son de Jack Raymond : Capitaine Stephen Sorrell
- 1934 : Grand Canary d'Irving Cummings : Dr Ismay
- 1934 : In Old Santa Fe de David Howard : Charlie Miller
- 1934 : La Métisse (Behold My Wife), de Mitchell Leisen : Hubert Carter
- 1934 : Night Alarm : Henry B. Smith
- 1935 : Born to Gamble (en) de Phil Rosen : Carter Mathews
- 1935 : Le Marquis de Saint-Evremont (A Tale of Two Cities) de Jack Conway : Gabelle
- 1936 : Rose of the Rancho : Don Pasqual Castro
- 1936 : L'Affaire Garden (The Garden Murder Case), d'Edwin L. Marin  : major Fenwicke-Ralston
- 1936 : Moonlight Murder : Godfrey Chiltern
- 1936 : L'Extravagant Mr. Deeds (Mr. Deeds Goes to Town) de Frank Capra : juge May
- 1936 : Blackmailer : Michael Rankin
- 1936 : Along Came Love : Dr Martin
- 1937 : Our Fighting Navy : British Consul Brent
- 1937 : Les Horizons perdus (Lost Horizon) de Frank Capra : Chang
- 1937 : La Reine Victoria (Victoria the Great) d'Herbert Wilcox : Lord Melbourne
- 1938 : La Belle Cabaretière (The Girl of the Golden West) de Robert Z. Leonard : père Sienna
- 1938 : Les Aventures de Marco Polo (The Adventures of Marco Polo) de Archie Mayo : Chen Tsu
- 1938 : Le Proscrit (Kidnapped) d'Alfred L. Werker : Rankeiller
- 1938 : Frou-frou (The Toy Wife) de Richard Thorpe : Victor Brigard
- 1938 : Army Girl de George Nichols Jr. : colonel Armstrong
- 1938 : Vous ne l'emporterez pas avec vous (You Can't Take It with You) de Frank Capra : Ramsey
- 1938 : Bulldog Drummond in Africa : colonel J.A. Nielsen
- 1939 : Arrest Bulldog Drummond : colonel J.A. Nielsen
- 1939 : Let Freedom Ring (en) de Jack Conway : Rutledge
- 1939 : Bulldog Drummond's Secret Police : colonel J.A. Nielsen
- 1939 : The Gracie Allen Murder Case : Richard Lawrence
- 1939 : Bulldog Drummond's Bride : colonel J.A. Nielsen
- 1939 : Edith Cavell (Nurse Edith Cavell) de Herbert Wilcox : Hugh Gibson
- 1939 : La Mousson (The Rains Came) de Clarence Brown : Maharaja Man Singh Bahadur
- 1939 : Monsieur Smith au sénat (Mr. Smith Goes to Washington) de Frank Capra : sénateur Agnew

### Années 1940
- 1940 : New Moon : Père Michel
- 1941 : Le Retour de Topper (Topper Returns) de Roy Del Ruth : Henry Carrington / Walter Harberg
- 1941 : City of Missing Girls (en) d'Elmer Clifton : Policier "Mac" McVeigh
- 1941 : Ellery Queen and the Perfect Crime : Ray Jardin
- 1941 : Au sud de Tahiti (South of Tahiti) de George Waggner : grand chef
- 1941 : Tous les biens de la terre (The Devil and Daniel Webster) de William Dieterle : Hawthorne
- 1941 : Vendetta (The Corsican Brothers) de Gregory Ratoff : Dr Enrico Paoli
- 1942 : Carrefours (Crossroads) de Jack Conway : l'avocat général
- 1942 : A Yank in Libya : Herbert Forbes
- 1942 : Boss of Big Town : Jeffrey Moore
- 1943 : Les Enfants d'Hitler (Hitler's Children) de Edward Dmytryk : l'évêque
- 1943 : Femmes enchaînées (Women in Bondage) : Pasteur Renz
- 1944 : Action in Arabia de Léonide Moguy : Abdul El Rashid
- 1944 : Enemy of Women : Colonel Eberhart Brandt
- 1944 : Faces in the Fog : Defense Attorney Rankins
- 1944 : Rogues' Gallery : Professeur Reynolds
- 1945 : Captain Tugboat Annie : Juge Abbott
- 1946 : Strange Impersonation de Anthony Mann : Dr Mansfield
- 1946 : Gentleman Joe Palooka : sénateur McCarden
- 1946 : La vie est belle (It's a Wonderful Life) de Frank Capra : Mr. Emil Gower
- 1947 : Jenny et son chien (Driftwood) d'Allan Dwan : Révérend J. Hollingsworth
- 1947 : High Wall : Mr. Slocum
- 1948 : Le Prince des voleurs (The Prince of Thieves) : Gilbert Head
- 1949 : El Paso, ville sans loi (El Paso) de Lewis R. Foster : Juge Fletcher
- 1949 : Hellfire (en) de R. G. Springsteen : Frère Joseph
- 1949 : The Judge Steps Out : Hayes

### Années 1950
- 1950 : Boulevard du crépuscule (Sunset Blvd.) de Billy Wilder : lui-même
- 1951 : La Première Légion (The First legion) de Douglas Sirk : Jose Sierra
- 1951 : Savage Drums : Maou, senior counsellor
- 1951 : Si l'on mariait papa (Here Comes the Groom) de Frank Capra : Oncle Elihu
- 1951 : Journey into Light de Stuart Heisler : Wiz, l'ivrogne
- 1956 : Les Dix Commandements (The Ten Commandments) de Cecil B. DeMille : Amminadab
- 1958 : Les Commandos passent à l'attaque (Darby's Rangers) de William A. Wellman